# Arapaima
Cá Arapaima hay Pirarucu, hoặc paiche (Danh pháp khoa học: Arapaima) là một chi cá nước ngọt trong họ Arapaimidae thuộc bộ cá rồng (Osteoglossiformes) gồm các loài cá bản địa của sông Amazon và sông Essequibo, ở Nam Mỹ. Chi Arapaima là chi điển hình của họ Arapaimidae Tên địa phương của nó là pirarucu, trong đó"pira"có nghĩa là cá và"urucum"có nghĩa là màu đỏ.

## Đặc điểm
Chúng là một trong những loài cá nước ngọt lớn nhất trên thế giới với chiều dài ghi nhận được lên đến 3 m (9,8 ft). là một trong những loài cá thực phẩm quan trọng, cũng như được nuôi làm cá cảnh (Cá hải tượng long) Khi trưởng thành, cá có trọng lượng trung bình khoảng 100–200 kg, dài tầm 2m. Thế giới từng ghi nhận một con cá hải tượng long dài tới 4m, nặng 300 kg. Đây là loài cá quý hiếm đưa vào Sách đỏ thế giới.

## Các loài
FishBase ghi nhận có 04 loài trong chi này
- Arapaima arapaima Valenciennes, 1847
- Arapaima agassizii Valenciennes, 1847
- Arapaima gigas Schinz, 1822
- Arapaima leptosoma D. J. Stewart, 2013
- Arapaima mapae Valenciennes, 1847

## Truyền thuyết
Theo truyền thuyết người da đỏ thì Pirarucu là một chàng chiến binh ngỗ ngược, báng bổ các vị thần. Theo thổ dân địa phương, Pirarucu từng là một chiến binh của bộ lạc Uaias tới từ Tây Nam Amazon. Pirarucu có thể dài tới 3m, nặng 200 kg và có khuôn mặt vô cùng dữ tợn. Trong truyền thuyết, Pirarucu là một chiến binh khỏe mạnh và chiến đấu vô cùng dũng cảm. Nhưng ỉ thế mình là con trai của tộc trưởng nên Pirarucu thường hay tự hào quá về bản thân, đôi lúc hành xử khá vô lý.
Pirarucu chỉ trích các vị thần không giúp ích gì cho bộ tộc và tuyên bố sẽ trị vì ngôi làng của mình mà không phải thờ cúng các vị thần. Mặc dù có tố chất nhưng do coi thường các vị thần, Pirarucu đã phải chịu hình phạt thích đáng. Hậu quả của sự báng bổ là Tupa một vị thần tối cao đã ra lệnh cho các vị thần dưới quyền trừng phạt Pirarucu. Họ đã tạo ra một trận bão lớn khiến dân làng bỏ chạy toán loạn. Chỉ riêng Pirarucu, khi đó đang câu cá, vẫn ngạo nghễ cười, không quan tâm đến trận bão. Ngay sau đó, anh ta bị một tia sét đánh trúng, rơi xuống sông Tocantins và hóa thành một con cá khổng lồ.